# Io ho in mente te
Io ho in mente te è il 2º album del complesso musicale italiano Equipe 84, pubblicato nel 1966.

## Storia
Dopo aver partecipato al Festival di Sanremo 1966 con la canzone Un giorno tu mi cercherai, l'Equipe 84 ruppe il contratto con la Vedette per firmare con la Ricordi, casa discografica più grande e con più mezzi, che avrebbe permesso il lancio definitivo e su larga scala del gruppo.
Il primo 45 giri inciso per la nuova casa discografica, Io ho in mente te (versione italiana di You Were on My Mind, scritta nel 1962 da Sylvia Fricker del duo folk Ian & Sylvia e incisa da loro nel 1964, ma che divenne una hit dei We Five l'anno dopo e di Crispian St. Peters e Barry McGuire nel 1966) vince il Cantagiro 1966; sul retro del disco un'altra canzone molto celebre, Resta (cover di Stay di Maurice Williams, cantata anni dopo anche da Jackson Browne).
In realtà le prime copie del disco avevano Resta come lato A, ma visto che Io ho in mente te era più richiesta dal pubblico, la Ricordi decise di ristamparlo con l'ordine invertito ed una nuova copertina; quasi in contemporanea Armando Sciascia, evidentemente per sfruttare il successo di Io ho in mente te, pubblicò un ultimo 45 giri con due brani che erano contenuti nel primo album, Mi fa bene e Goodbye My Love, che passò abbastanza inosservato.
Nel giugno 1966 agli studi Ricordi di Milano, su un'apparecchiatura a quattro piste, cominciarono le registrazioni del secondo 33 giri del gruppo, il primo dei quattro incisi per la Ricordi, logica conseguenza del successo di Io ho in mente te: le nove canzoni registrate furono pubblicate a settembre, con l'aggiunta dei due brani del singolo.
Come consuetudine, il disco era costituito per lo più da cover, ma c'erano alcune eccezioni: una di queste era una canzone dell'amico Francesco Guccini (la seconda incisa dal gruppo dopo L'antisociale) sul tema dei campi di concentramento e l'olocausto, Auschwitz (in una versione con il testo leggermente modificato rispetto all'originale), cantata a strofe alternate da Maurizio e Victor, e fu proprio questo brano ad essere pubblicato dopo l'estate su 45 giri, anche se solo sul lato B (sulla facciata principale venne inserita un'altra canzone dell'album, Bang bang, cover dell'omonimo successo scritto da Sonny Bono per la moglie Cher).
Altri brani originali sono Floating, Da domani e Tu pretendi, scritta da Vandelli e dal maestro Iller Pattacini (uno degli arrangiatori storici della Ricordi), che per le ultime due usa lo pseudonimo di "Lunero".
Wanna Pray è invece una cover al contrario: infatti è la versione inglese (opera di Vandelli) di Un giorno tu mi cercherai, la canzone che l'Equipe 84 aveva portato a Sanremo e che, essendo di proprietà della Vedette, non poteva essere inserita nell'album.
Il testo originale di questa canzone era opera del padrone della Vedette, Armando Sciascia, che l'aveva firmato usando lo pseudonimo di Pantros; la musica invece era di Franco Campanino, cantante e bassista dei Campanino (insieme tra gli altri al fratello pianista Gigi e a un giovane e promettente chitarrista romano, Alberto Radius) che nel 1965 avevano fatto da gruppo spalla in diversi concerti dell'Equipe (il gruppo cambierà poi nome, diventando i Big Ben's).
Campanino in seguito avrà molto successo come compositore di colonne sonore. Tornando al disco, da ricordare tra le cover, oltre a quelle già citate, Alti nel cielo (da Somebody Groovy dei The Mamas and the Papas).

## Copertina
La copertina del disco è opera della "Corporazione Arti Grafiche" di Roma, e rappresenta i quattro componenti sulla destra racchiusi in 4 ovali neri su uno sfondo marrone chiaro nella prima edizione e tendente al rossiccio nella prima ristampa. Gli arrangiamenti sono tutti opera dell'Equipe 84, il tecnico del suono è Walter Patergnani.
Il disco riporta in copertina per ogni canzone gli strumenti usati, e risulta essere senza dubbio più curato dal punto di vista musicale e della registrazione rispetto al precedente. Questo disco è stato ristampato in CD dalla BMG, che ha rilevato il catalogo della Ricordi: la versione, però, non è stata molto curata sia dal punto di vista tecnico (alcune canzoni sfumano prima di quello che succedeva nel vinile), sia da quello grafico (con errori clamorosi come quello di scrivere nel libretto interno Ho in mente te invece di Io ho in mente te).

## Tracce
Lato A
1. Alti nel cielo (I Need Somebody Groovy) – 2:05 (Testo italiano: Maurizio Vandelli - testo e musica originali: John Phillips)
2. Ieri in lei (Every Day) – 1:39 (Testo italiano: Maurizio Vandelli - testo e musica originali: Denny Laine, Michael Pinder)
3. Floating – 2:31 (Testo: Maurizio Vandelli - musica: Iller Pattacini)
4. Bang bang – 2:25 (Testo italiano: Maurizio Vandelli - testo e musica originali: Sonny Bono)
5. Wanna Pray (Un giorno tu mi cercherai) – 2:48 (Testo inglese: Maurizio Vandelli - testo: Pantros, musica Franco Campanino)

Lato B
1. Resta (Stay) – 1:54 (Testo italiano: Mogol - testo e musica originali: Maurice Williams)
2. Io ho in mente te (You Were on My Mind – 2:20 (Testo italiano: Mogol - testo e musica originali: Sylvia Fricker)
3. Spiegami come mai (Funny How Love Can Be) – 2:30 (Testo italiano: Leo Chiosso - testo e musica originali: John Carter, Ken Lewis)
4. Da domani – 2:38 (Testo: Maurizio Vandelli - musica: Lunero)
5. Tu pretendi – 1:49 (Testo: Maurizio Vandelli - musica: Lunero)
6. Auschwitz – 3:47 (Testo e musica: Francesco Guccini; firmato da Lunero e Maurizio Vandelli)

## Formazione
- Maurizio Vandelli - voce (tranne Floating), chitarra, pianoforte (in Ieri in lei, Floating), organo elettrico (in Floating, Spiegami come mai), banjo (in Da domani), flauto dolce (in Wanna Pray), sitar (in Auschwitz)
- Victor Sogliani - voce (in Floating), basso
- Alfio Cantarella - batteria, cembalo (in Alti nel cielo, Resta, Io ho in mente te)
- Franco Ceccarelli - voce, chitarra, harmonium (in Da domani)